# ويليام ويلينغتون كورلت
ويليام ويلينغتون كورلت هو محامي وسياسي أمريكي، ولد في 10 أبريل 1842 في Concord Township, Lake County, Ohio ‏ في الولايات المتحدة، وتوفي في 22 يوليو 1890 في شايان في الولايات المتحدة. نشط حزبياً في الحزب الجمهوري.